# Svatý Jan nad Malší
Svatý Jan nad Malší é uma comuna checa localizada na região da Boêmia do Sul, distrito de České Budějovice.